# Keyboard Ninja
Keyboard Ninja — это компьютерная программа для операционных систем Microsoft Windows, предназначенная для автоматического переключения раскладки клавиатуры при наборе текста и автоматического исправления ошибочно набранного не в той языковой раскладке текста.
Например, если набрано Dbrbgtlbz, программа автоматически исправляет данный текст на Википедия.

## Возможности программы
- Автоматическое исправление набранного не в той раскладке текста, также исправление ошибочно набранного выделенного текста либо последнего набранного слова при нажатии горячей клавиши.
- Автоматическое переключение раскладки клавиатуры на нужный язык, замена системного сочетания клавиш для ручного переключения раскладки.
- Изменение опций автопереключения и автоисправления при работе некоторых программ.
- Перевод русскоязычного текста в транслит.
- Отображение индикатора текущей раскладки в системном трее, и/или плавающего индикатора.
- Показ статистики набора текста и примерной скорости печати.
- Оповещение звуком о переключении раскладки и наборе текста.
- Автозамена текста по заранее заданным в программе шаблонам, например дд можно автоматически заменять на Добрый день!
- Исправление наиболее часто встречающихся опечаток, например очепятка на опечатка.
- Переключение на нужную раскладку при вводе определённых слов.
- Перевод цифр в слова при нажатии горячей клавиши, например 145 — сто сорок пять.
- Перевод одних единиц измерений в другие по заданным в настройках формулам, например байт в мегабайты.
- Запуск программ по нажатию горячей клавиши.
- Просмотр, сохранение в файл буфера обмена Windows, создание нескольких буферов обмена.

## Известные проблемы и ограничения
В Windows XP и выше, а также на многоядерных и многопроцессорных системах программа может аварийно завершать свою работу. Для устранения данной проблемы необходимо запустить Keyboard Ninja в режиме совместимости с Windows 98.
Переключение языков может не работать в Miranda IM, если в Windows XP включена поддержка азиатских языков.
Выключается в «Control Panel» → «Regional and Language Options». Вкладка Languages, убрать галочку «Install files for East Asian Languages» и перегрузиться.

## История разработки
Я решил создать Switcher ввиду всем надоевшей проблемы. Если собрать все чертыхания компьютерщиков, когда текст печатается не в той раскладке, то мы получили бы энергию, равную одной атомной бомбе, а может, и двум. :) Сперва мы сделали такую конвертацию в редакторе "Иероглиф", но все это работало только там, а конвертация нужна везде. У Миши не было времени, и я связался с Сашей Коуровым из города Касли (Челябинская область) и спросил, может ли он отлавливать нажатия клавиш и потом их конвертировать. Он попробовал и сказал, что сможет заняться этим. Работа пошла! Так родился Punto Switcher. Потом у Миши появилось время, и он сваял Keyboard Ninja. Мы решили, что две программы - это хорошо, пусть конкурируют между собой и развиваются. Забавно в этой истории то, что "конкуренты" находятся в постоянном контакте и объясняют друг другу, как лучше сделать ту или иную часть. Хотя внешне все это выглядит как битва титанов.:)Сергей Москалёв, один из авторов Punto Switcher
Ранее на странице загрузки Punto Switcher была фраза «Для работы с другими языками мы рекомендуем программу наших конкурентов — Keyboard Ninja». Сейчас её убрали, но в каталогах перепечатки остались.
Создатель программы, Михаил Морозов, решил, что на смену Keyboard Ninja придет новая программа:
Keyboard Ninja развивался слишком быстро и оброс большим количеством функций, не связанных с переключением языков. Проект стало очень трудно поддерживать и расширять.

Тогда и было принято решение начать разработку переключателя третьего поколения. Разработка переключателя велась несколько лет с главной целью улучшения алгоритмов переключения, унаследованных от Keyboard Ninja.
Также следует отметить, что программа Keyboard Ninja больше не поддерживается и выхода новых версий не предвидится. Key Switcher является полноправным наследником Keyboard Ninja и будет продолжать развиваться, частично перенимая функциональные возможности Keyboard Ninja.

## Альтернативы
Для Windows и Windows NT
- Punto Switcher
- Caramba Switcher

Для X Window System (BSD, GNU/Linux)
- X Neural Switcher

Для Mac OS X
- Caramba Switcher
- RuSwitcher